# Roberto Silvera
Roberto Silvera (1971. január 30. –) uruguayi nemzetközi labdarúgó-játékvezető.

## Pályafutása

### Nemzetközi játékvezetés
Az Uruguayi labdarúgó-szövetség Játékvezető Bizottsága (JB) terjesztette fel nemzetközi játékvezetőnek, a Nemzetközi Labdarúgó-szövetség (FIFA) 2003-tól tartotta nyilván bírói keretében. Több nemzetek közötti válogatott és klubmérkőzést vezetett. FIFA JB besorolás szerint elit kategóriás bíró.

#### Világbajnokság
A világbajnoki döntőhöz vezető úton Dél-Afrikába a XIX., a 2010-es labdarúgó-világbajnokságra és Brazíliába a XX., a 2014-es labdarúgó-világbajnokságra a FIFA JB bíróként alkalmazta. 2012-ben a FIFA JB bejelentette, hogy a brazil labdarúgó-világbajnokság lehetséges játékvezetőinek átmeneti listájára jelölte.

##### 2010-es labdarúgó-világbajnokság
| Időpont          | Helyszín                           | Mérkőzés típusa        | Mérkőzés        | Eredmény | Nézők száma |
| ---------------- | ---------------------------------- | ---------------------- | --------------- | -------- | ----------- |
| 2008. június 19. | Luis Ramos Stadion, Puerto la Cruz | előselejtező (6. kör)  | Venezuela–Chile | 2 : 3    | 38 000      |
| 2009. június 10. | Nemzeti Stadion, Santiago          | előselejtező (14. kör) | Chile–Bolívia   | 4 : 0    | 60 214      |

##### 2014-es labdarúgó-világbajnokság
| Időpont           | Helyszín                                        | Mérkőzés típusa       | Mérkőzés            | Eredmény | Nézők száma |
| ----------------- | ----------------------------------------------- | --------------------- | ------------------- | -------- | ----------- |
| 2011. október 11. | José Antonio Anzoátegui Stadion, Puerto La Cruz | előselejtező (2. kör) | Venezuela–Argentína | 1 : 0    | 35 600      |
| 2012. június 9.   | Hernando Siles Stadion, La Paz                  | előselejtező (6. kör) | Bolívia–Paraguay    | 3 : 1    | 17 320      |

#### Nemzetközi kupamérkőzések
Vezetett Kupa-döntők száma: 3.

##### Dél-amerikai Kupa
| Időpont            | Helyszín                   | Mérkőzés típusa     | Mérkőzés                                 | Eredmény | Nézők száma |
| ------------------ | -------------------------- | ------------------- | ---------------------------------------- | -------- | ----------- |
| 2006. november 30. | Hidalgo Stadion, Pachuca   | döntő első mérkőzés | CF Pachuca (mexikói)–Colo-Colo           | 1 : 1    |             |
| 2009. november 25. | Casa Blanca Stadion, Quito | döntő első mérkőzés | LDU Quito (ecuadori)–Fluminense (brazil) | 5 : 1    | 55 000      |

##### Dél-amerikai szuperkupa
| Időpont             | Helyszín                   | Mérkőzés típusa     | Mérkőzés                          | Eredmény |
| ------------------- | -------------------------- | ------------------- | --------------------------------- | -------- |
| 2010. augusztus 25. | Casa Blanca Stadion, Quito | döntő első mérkőzés | LDU Quito–Estudiantes de La Plata | 2 : 1    |

#### Amerikai Kupa
| Időpont          | Helyszín                          | Mérkőzés típusa        | Mérkőzés          | Eredmény |
| ---------------- | --------------------------------- | ---------------------- | ----------------- | -------- |
| 2011. július 1.  | Ciudad Stadion, La Plata          | selejtező (A. csoport) | Argentína–Bolívia | 1 : 1    |
| 2011. július 13. | Chateau Carreras Stadion, Córdoba | selejtező (B. csoport) | Brazília–Ecuador  | 4 : 2    |